# Carnoy-Mametz
Carnoy-Mametz [kaʁnwa mame] est une nouvelle commune française située dans le département de la Somme en région Hauts-de-France.
De statut administratif de  commune nouvelle, elle a été créée le 1er janvier 2019 par la fusion des communes de Carnoy et Mametz, qui ont alors pris le statut de commune déléguée.

## Géographie

### Localisation

#### Communes limitrophes
| Contalmaison | Bazentin       |                       |
| Fricourt     | Carnoy-Mametz  | Montauban-de-Picardie |
|              | Bray-sur-Somme | Maricourt             |

### Description
Carnoy-Memetz est une commune rurale picarde de l'Amiénois, peu peuplée, située  à 7 km environ à l'est d'Albert, à 40 km au sud d'Arras et à 15 km au nord-ouest de Péronne.
Elle est aisément accessible par l'ex-RN 29 (actuelle RD 929).

### Hydrographie
La commune est située dans le bassin Artois-Picardie. Elle n'est drainée par aucun cours d'eau.

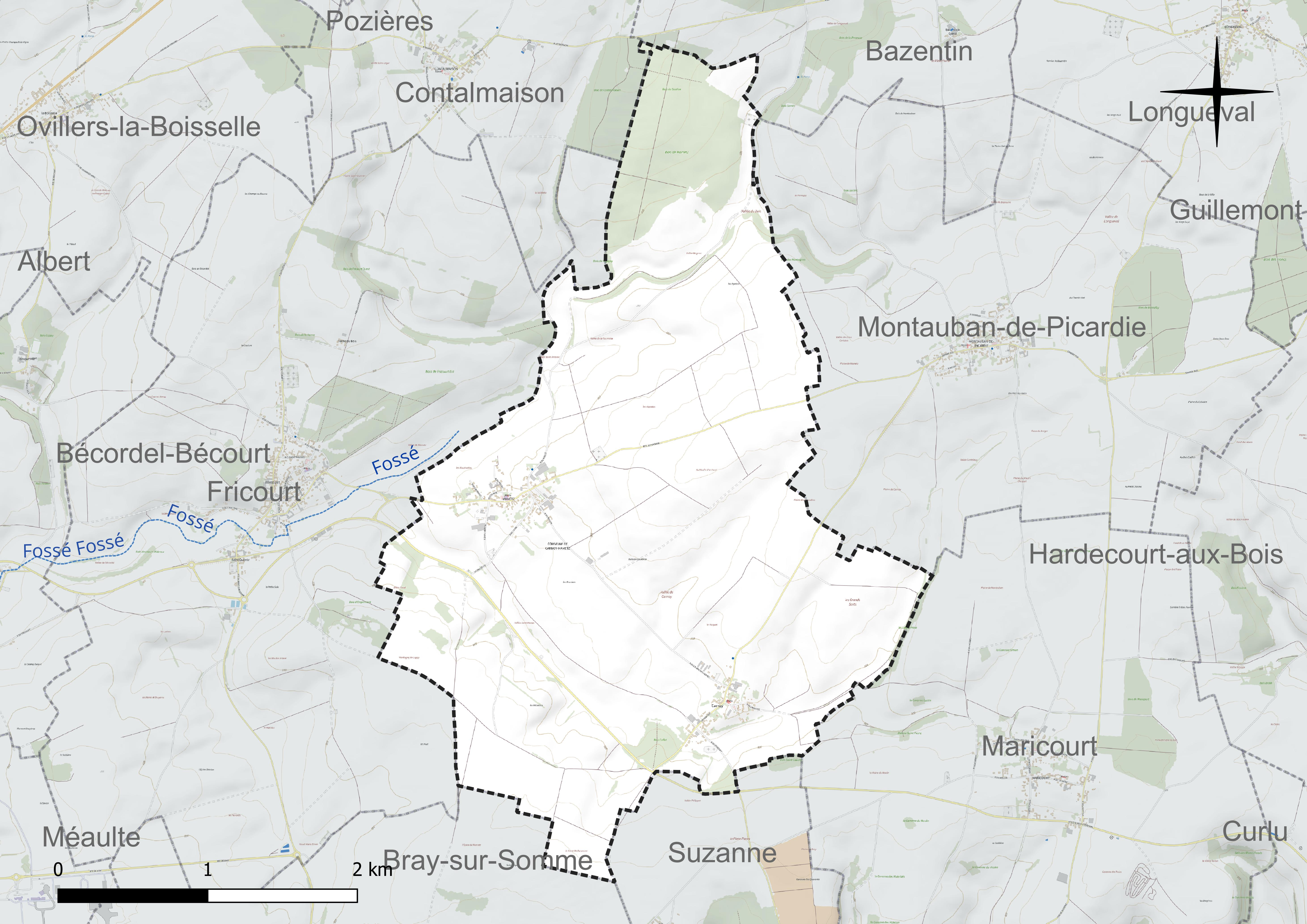
Réseau hydrographique de Carnoy-Mametz.

### Climat
Pour des articles plus généraux, voir Climat des Hauts-de-France et Climat de la Somme.
En 2010, le climat de la commune est de type climat océanique dégradé des plaines du Centre et du Nord, selon une étude du CNRS s'appuyant sur une série de données couvrant la période 1971-2000. En 2020, Météo-France publie une typologie des climats de la France métropolitaine dans laquelle la commune est exposée à un climat océanique et est dans la région climatique Nord-est du bassin Parisien, caractérisée par un ensoleillement médiocre, une pluviométrie moyenne régulièrement répartie au cours de l'année et un hiver froid (3 °C).
Pour la période 1971-2000, la température annuelle moyenne est de 9,9 °C, avec une amplitude thermique annuelle de 14,5 °C. Le cumul annuel moyen de précipitations est de 776 mm, avec 12,7 jours de précipitations en janvier et 8,9 jours en juillet. Pour la période 1991-2020, la température moyenne annuelle observée sur la station météorologique la plus proche, située sur la commune de Méaulte à 6 km à vol d'oiseau, est de 10,7 °C et le cumul annuel moyen de précipitations est de 730,3 mm,. Pour l'avenir, les paramètres climatiques de la commune estimés pour 2050 selon différents scénarios d'émission de gaz à effet de serre sont consultables sur un site dédié publié par Météo-France en novembre 2022.

## Urbanisme

### Typologie
Au 1er janvier 2024, Carnoy-Mametz est catégorisée commune rurale à habitat dispersé, selon la nouvelle grille communale de densité à sept niveaux définie par l'Insee en 2022.
Elle est située hors unité urbaine. Par ailleurs la commune fait partie de l'aire d'attraction de Méaulte, dont elle est une commune de la couronne,. Cette aire, qui regroupe 9 communes, est catégorisée dans les aires de moins de 50 000 habitants,.

## Toponymie
La dénomination de la commune est constituée des noms des deux anciennes communes, Carnoy et Mametz, qui la constituent.

## Histoire
La commune est créée au 1er janvier 2019 par un arrêté préfectoral du 26 octobre 2018, à la suite de la proposition du maire de Carnoy, dont la faible population (105 habitants)  rendait difficile ne serait-ce que la constitution d'une liste de 11 candidats aux élections municipales ou la gestion minimale de chaque collectivité (élaboration d'un budget, les listes électorales...), outre l'incitation budgétaire offerte par l'État pendant trois ans,,.

## Politique et administration

### Rattachements administratifs et électoraux
La commune se trouve dans l'arrondissement de Péronne du département de la Somme. Pour l'élection des députés, Carnoy-Mametz fait partie depuis 1958 de la cinquième circonscription de la Somme.
Elle est rattachée au canton d'Albert.

### Intercommunalité
La commune nouvelle est membre de la communauté de communes du Pays du Coquelicot, où elle se substitue à ses communes déléguées.

### Liste des maires
| Période      | Période                      | Identité        | Étiquette | Qualité                        |
| ------------ | ---------------------------- | --------------- | --------- | ------------------------------ |
| janvier 2019 | En cours (au 8 octobre 2020) | Stéphane Brunel | DVG .     | Réélu pour le mandat 2020-2026 |

### Communes déléguées
| Nom            | Code Insee | Intercommunalité         | Superficie (km2) | Population (dernière pop. légale) | Densité (hab./km2) |
| -------------- | ---------- | ------------------------ | ---------------- | --------------------------------- | ------------------ |
| Mametz (siège) | 80505      | CC du Pays du Coquelicot | 7,25             | 183 (2016)                        | 25                 |
| Carnoy         | 80175      | CC du Pays du Coquelicot | 3                | 100 (2016)                        | 33                 |

Pour la mandature 2020-2026, la maire déléguée de Mametz est Florence Deux-Leroy et celle de Carnoy est Colette Duriez.

## Population et société

### Démographie
| 1968 | 1975 | 1982 | 1990 | 1999 | 2007 | 2012 | 2017 |
| ---- | ---- | ---- | ---- | ---- | ---- | ---- | ---- |
| 232  | 248  | 271  | 275  | 250  | 273  | 280  | 285  |

Aux termes de l'arrêté préfectoral créant la commune nouvelle, celle-ci a au 1er janvier 2018 une population municipale de 287 habitants et 293 habitants pour la population totale)..

### Enseignement
La création de la commune nouvelle lui a permis d'intégrer le regroupement pédagogique intercommunal formé avec Fricourt et Bécordel-Bécourt

## Culture locale et patrimoine

### Lieux et monuments
- Église Saint-Vaast de Carnoy
- Cimetière militaire Gordon Cemetery
- Cimetière militaire du bois du fer à repasser (Mametz)
- Cimetière militaire de l'allée de Dantzig (Mametz)

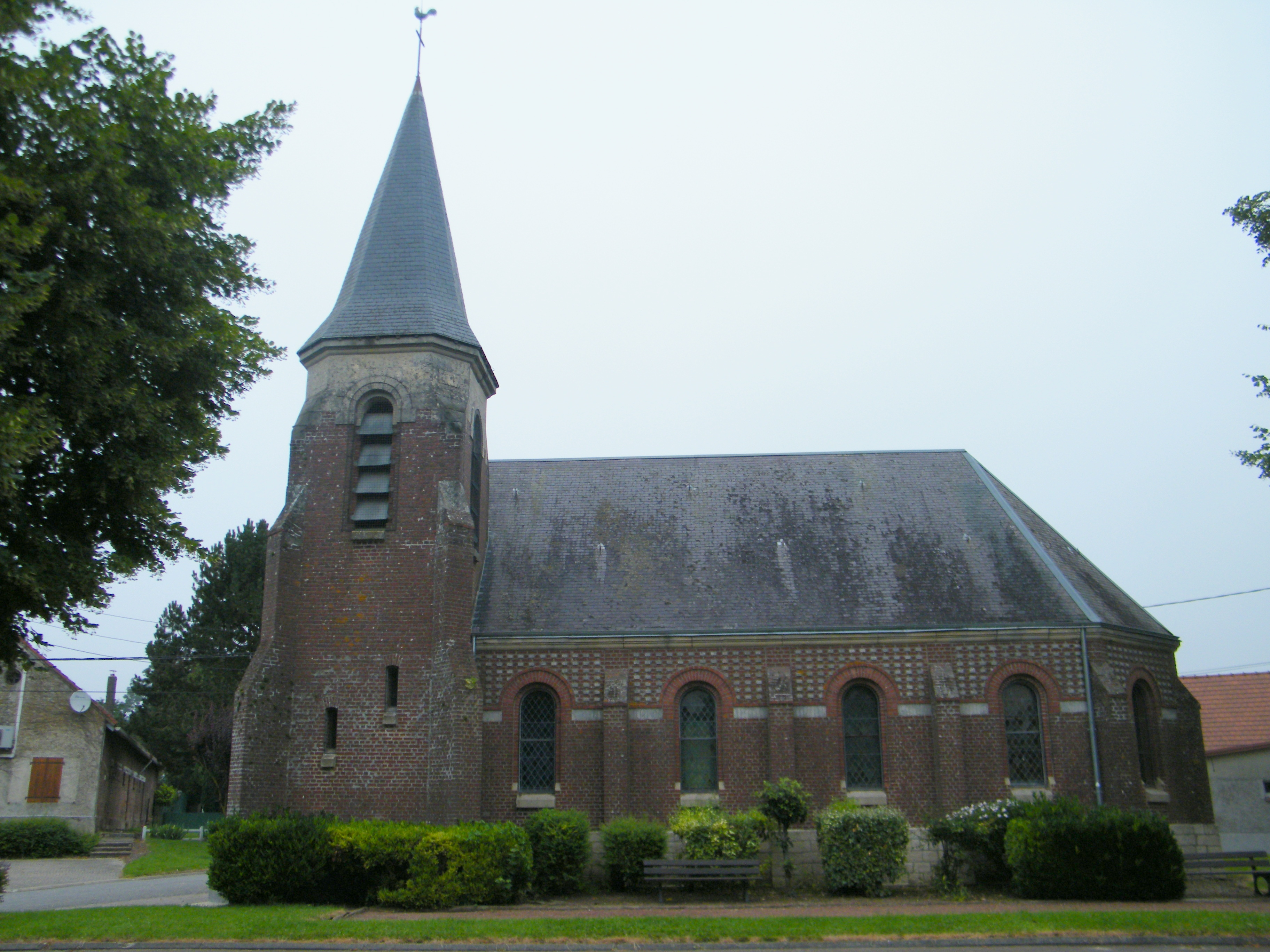
L'église Saint-Vaast de Carnoy
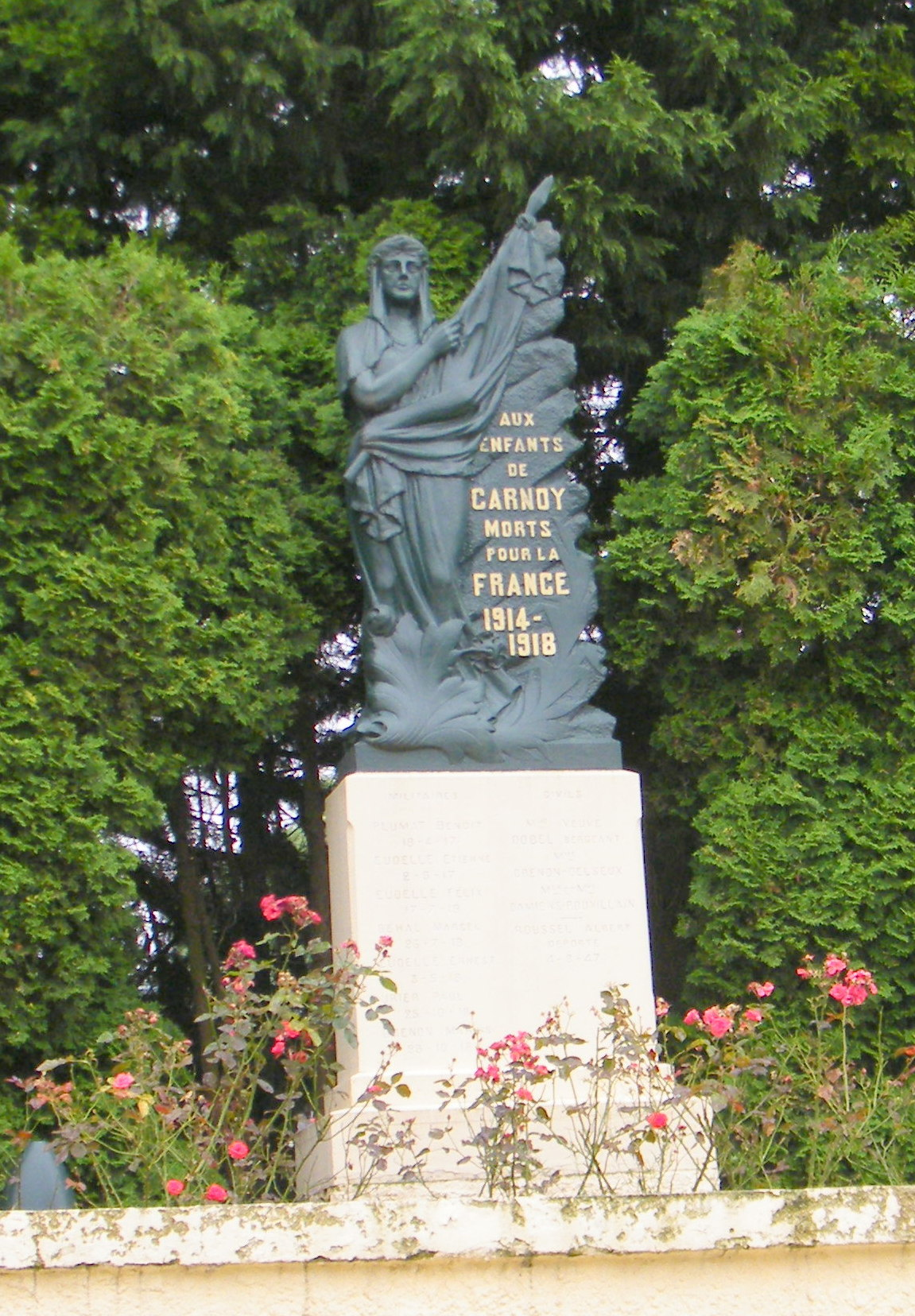
Le monument aux morts de Carnoy
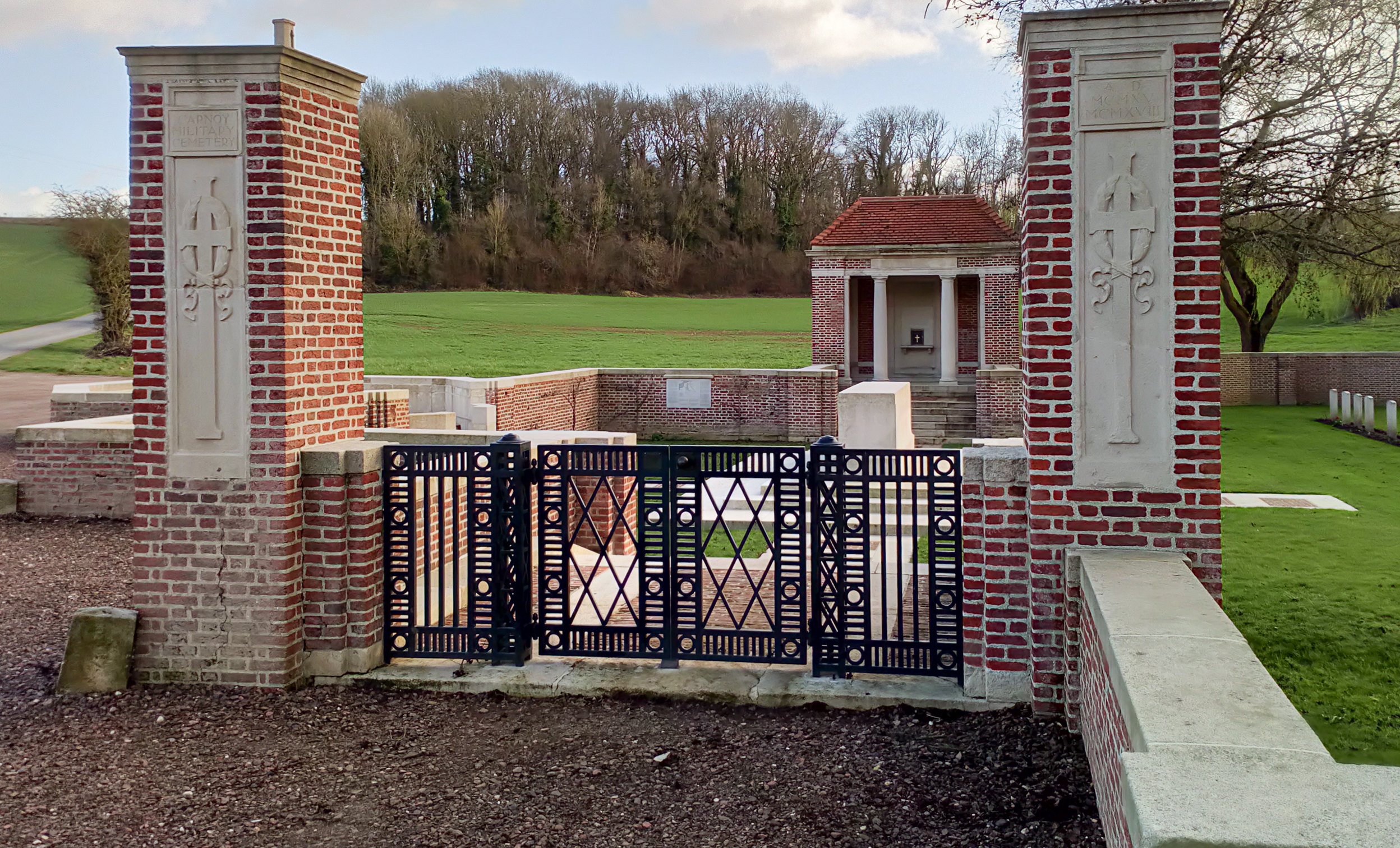
Cimetière militaire britannique de Carnoy
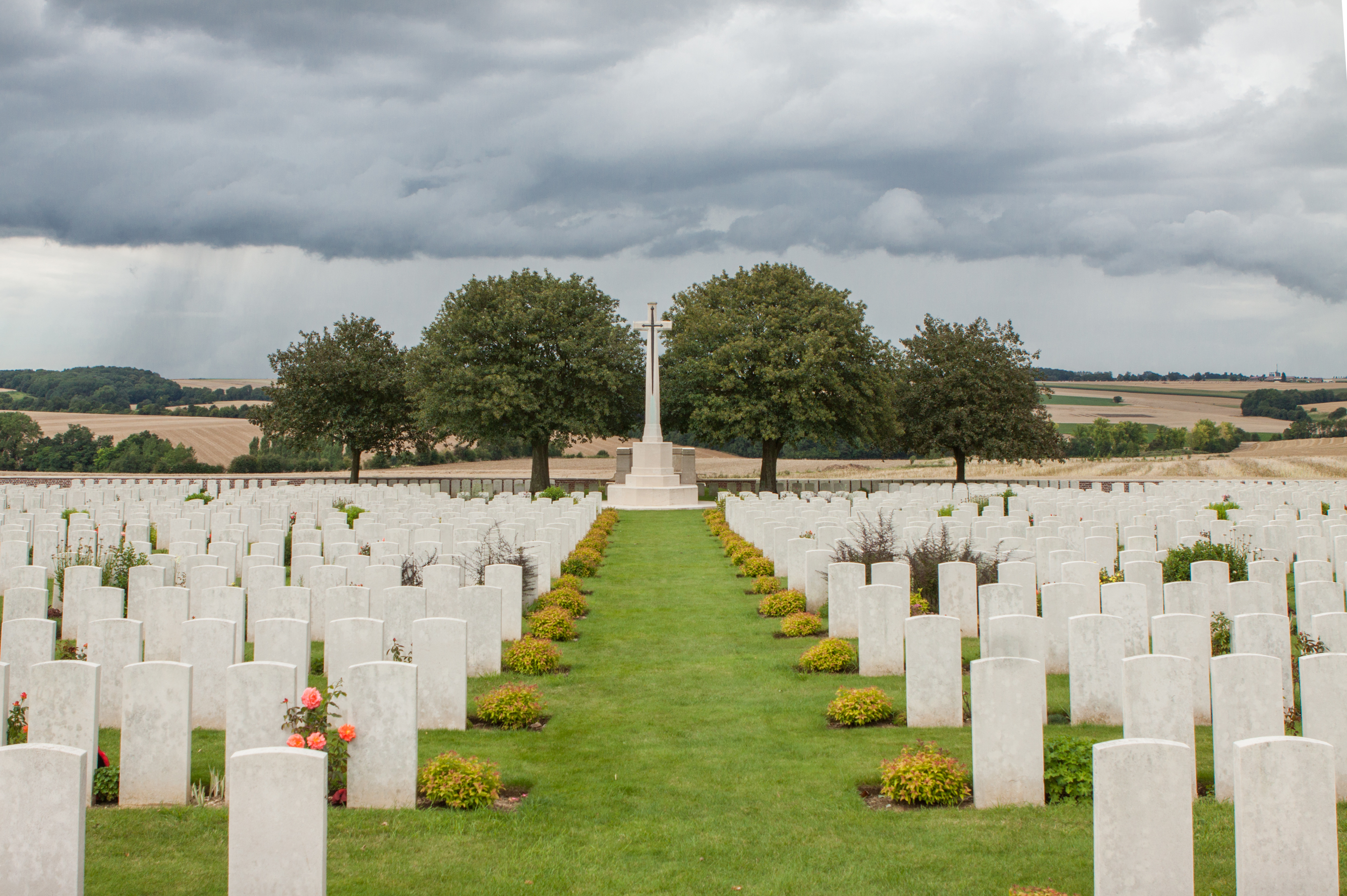
Dantzig Alley British Cemetery
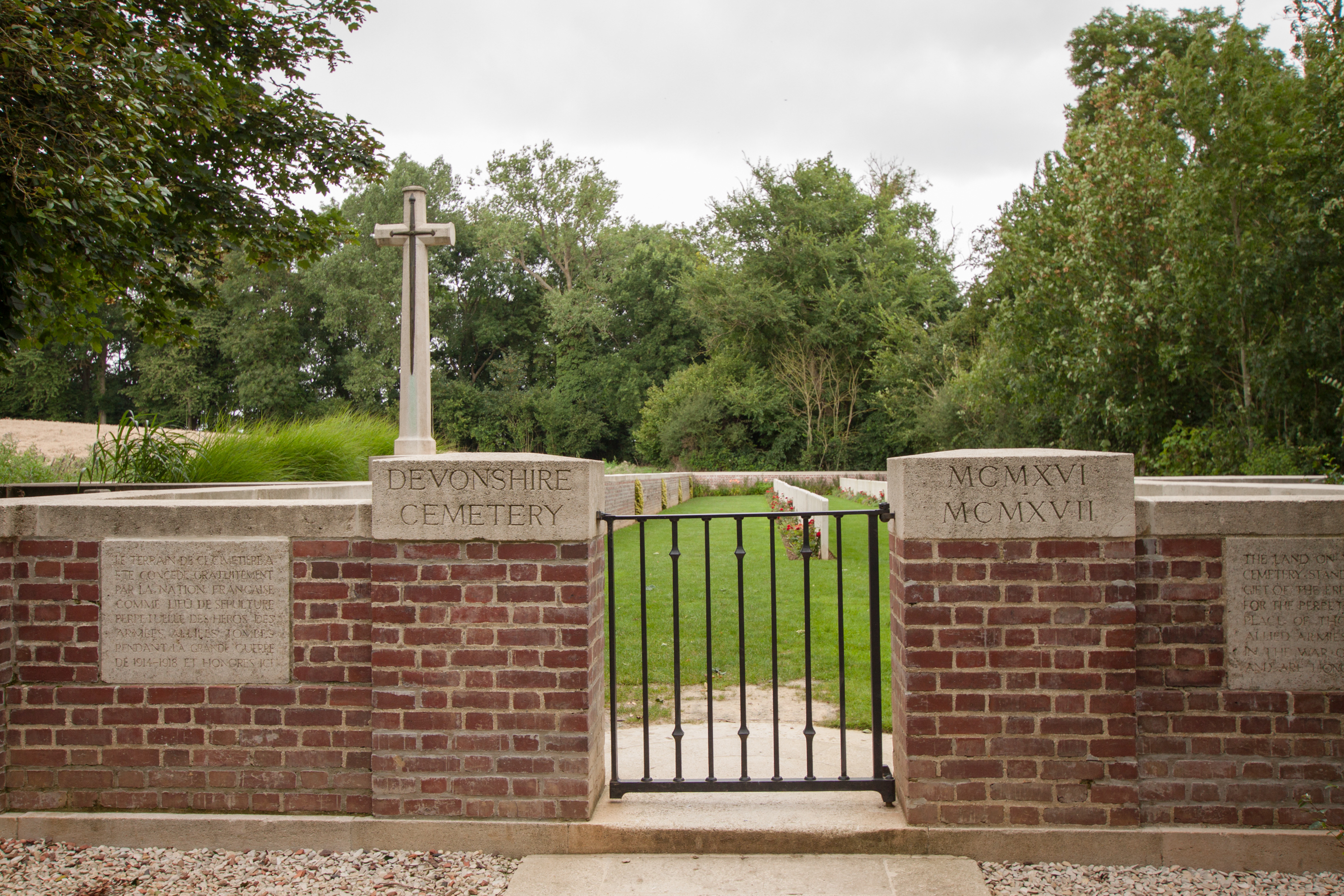
Devonshire Cemetery
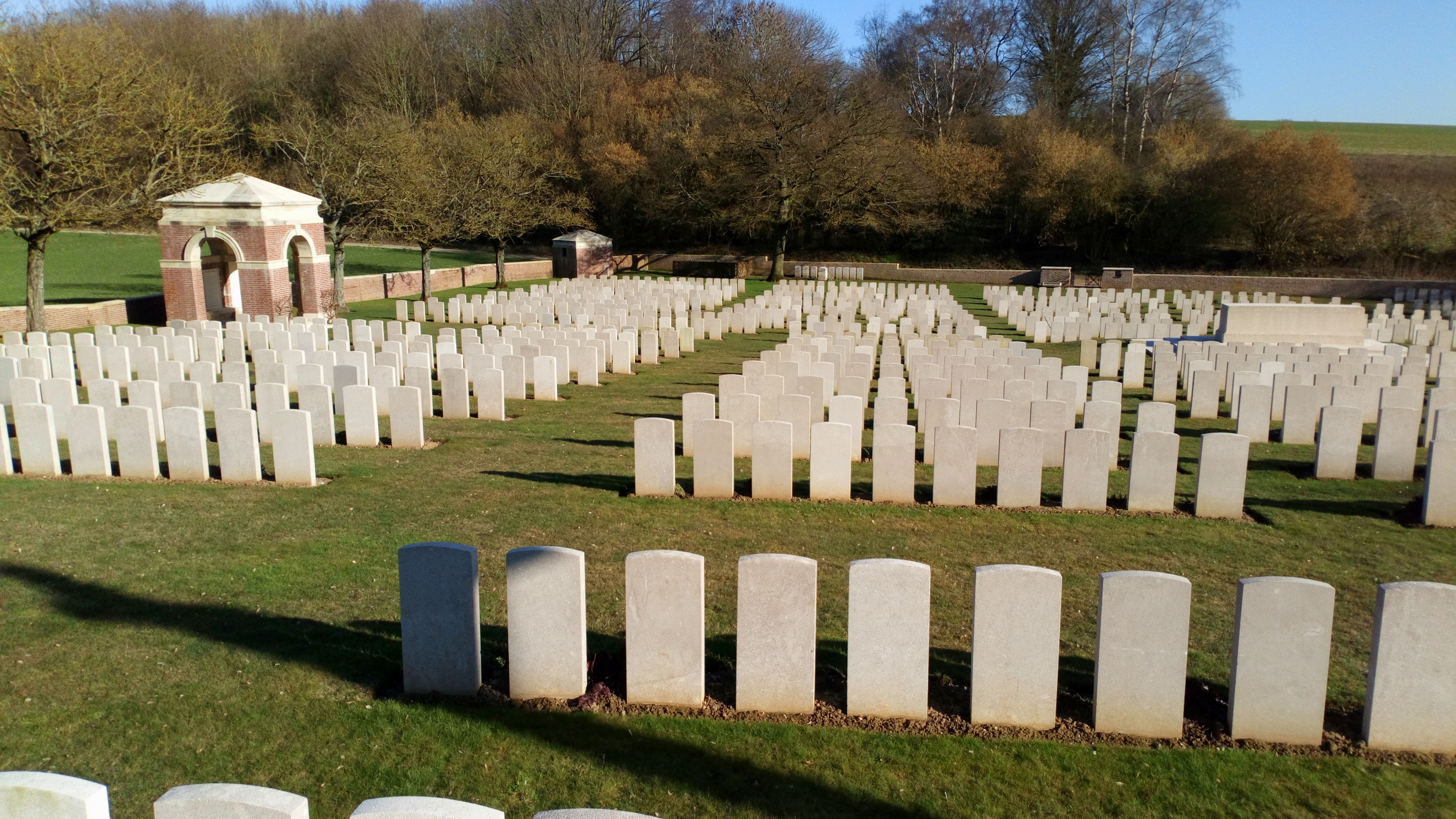
Cimetière militaire du fer à repasser
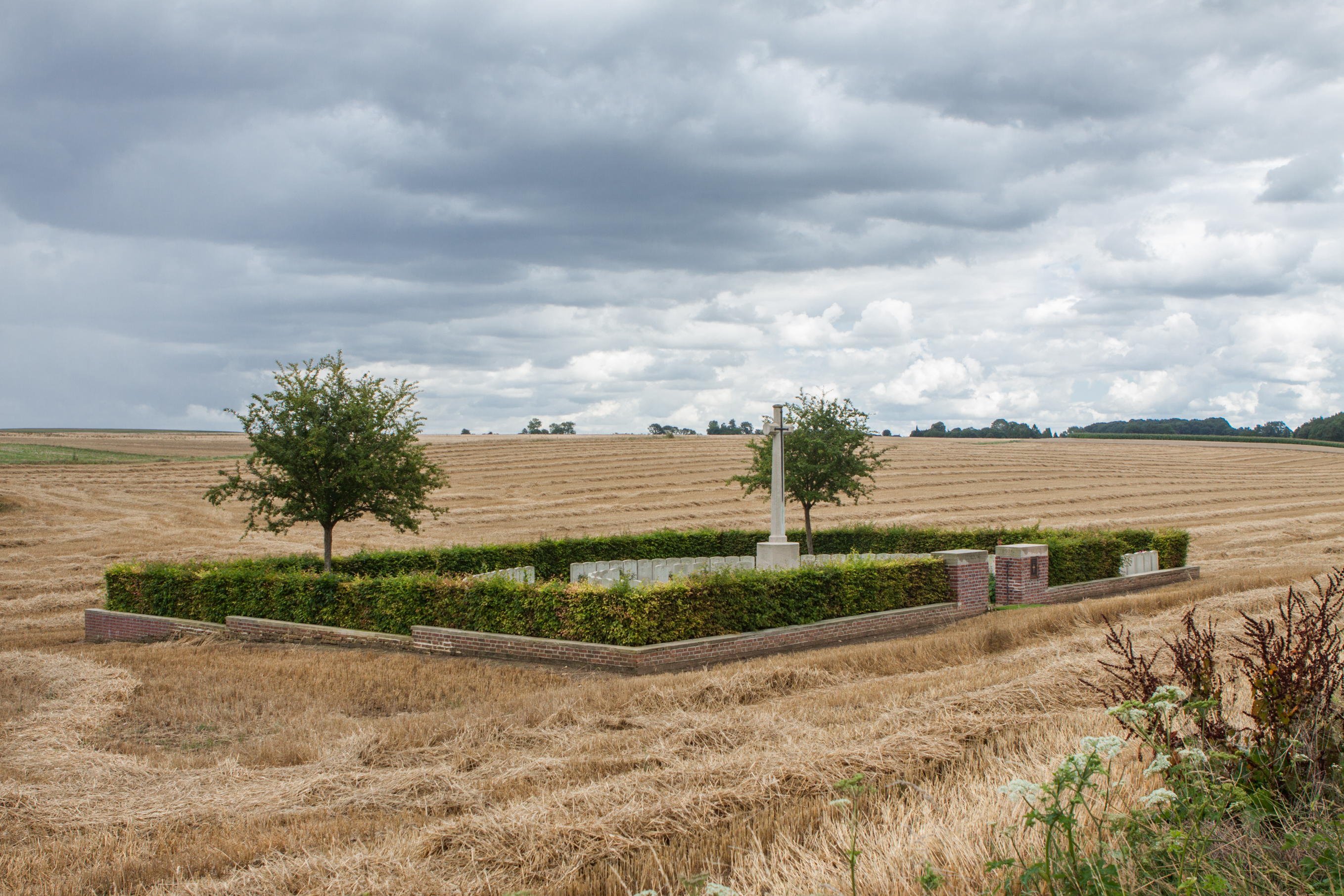
Gordon Cemetery

### Héraldique
| Blason de Carnoy-Mametz | Blason  | D'argent à trois maillets de sable.              |
| Blason de Carnoy-Mametz | Détails | Le statut officiel du blason reste à déterminer. |